# Nectria rubropeziza
Nectria rubropeziza är en svampart som beskrevs av Wollenw. 1931. Nectria rubropeziza ingår i släktet Nectria och familjen Nectriaceae.   Inga underarter finns listade i Catalogue of Life.